# Edmund Minowicz
Edmund Minowicz, właśc. Edmund Pitzele (zm. 1943 w Warszawie) – polski reżyser i aktor żydowskiego pochodzenia, także śpiewak i tancerz kabaretowy.

## Życiorys
Występował m.in. w Cyruliku Warszawskim.
Podczas II wojny światowej Niemcy przesiedlili go do getta warszawskiego, gdzie aktywnie brał udział w środowisku artystycznym. Reżyserował i występował w teatrach Femina i Melody Palace. 
Zginął prawdopodobnie w getcie warszawskim.

## Filmografia
- 1938: Robert i Bertrand
- 1936: Tajemnica panny Brinx
- 1936: Papa się żeni
- 1933: 10% dla mnie